# Кирьяков, Василий Фёдорович
Васи́лий Фёдорович Кирьяко́в (1916—1945) — капитан Рабоче-крестьянской Армии, участник Великой Отечественной войны, Герой Советского Союза (1945).

## Биография
Василий Кирьяков родился 7 марта 1916 года в селе Верхний Карабут (ныне — Подгоренский район Воронежской области). После окончания пяти классов школы работал навалоотбойщиком, затем крепильщиком на шахте в городе Красный Луч. В сентябре 1941 года Кирьяков был призван на службу в Рабоче-крестьянскую Красную Армию. Окончил курсы младших лейтенантов. С ноября того же года — на фронтах Великой Отечественной войны. К марту 1945 года капитан Василий Кирьяков командовал миномётной ротой 438-го стрелкового полка 129-й стрелковой дивизии 3-й армии 3-го Белорусского фронта. Отличился во время боёв в Восточной Пруссии.
23 марта 1945 года в районе города Хейлигенбейль (ныне — Мамоново Калининградской области) Кирьяков провёл разведку вражеской обороны и огневой системы, после чего корректировал огонь миномётчиков своей роты. Позднее он принял активное участие в штурме укреплений, взял в плен несколько солдат и офицеров противника. В том бою Кирьяков погиб. Похоронен в городе Пененжно в Польше.
Указом Президиума Верховного Совета СССР от 29 июня 1945 года капитан Василий Кирьяков посмертно был удостоен высокого звания Героя Советского Союза. Также был награждён орденами Ленина, Красного Знамени, Александра Невского, двумя орденами Отечественной войны 1-й степени, орденом Отечественной войны 2-й степени.

## Память
- Бюст Кирьякова установлен в Красном Луче.